# 中崎タツヤ スーパーギャグシアター
『中崎タツヤ スーパーギャグシアター』（なかざきたつや・すーぱーぎゃぐしあたー）は、1994年1月16日、1994年8月21日にTBS系列の単発特別番組枠「THE・プレゼンター」で放映されたテレビアニメスペシャル。TV放映時のタイトルは『超世紀末ギャグアニメ 中崎タツヤ傑作選』。

## 概要
中崎タツヤ原作の作品集『問題サラリーMAN』(日本文芸社刊)、『兎に角(とにかく)』『酣(たけなわ)』『お勉強』(全て竹書房刊)、『じみへん』(ビッグコミックスピリッツ、小学館刊)といった作品の一部を、オムニバス形式で綴るブラックギャグ。
作者本人も後ろ姿だけではあるが出演している。

## 映像ソフト
ポニーキャニオン、TBSビデオからビデオ版が発売された。(全2巻)
収録された内容は、1994年1月16日放映の第1弾からのみで、
1994年8月21日放映の第2弾からの内容は収録されていない。

## 配信
2020年5月より、ABEMAビデオにて第一弾、第二弾の全話配信を開始している。

## 各話サブタイトル

### 1994年1月16日放映分
- つい
- 課長の娘
- 水泳の達人
- そば
- 負け犬
- お嫁さん
- とんかつを食う
- ちくわと私
- 定年
- 男子一生に悔いなし
- 犬の日常
- 私はこんなにも悲しい話をいまだかって知らない
- あなたごめんなさい
- 他人の車
- 私の秘密
- 自分史
- 本音
- あわよくば……
- いるはずよ
- バナナ
- ツケの清算
- 一日観光
- フミキリ
- 赤飯(ナレーションでは「お赤飯」)
- オレのやり方

### 1994年8月21日放映分
- ラーメン屋にて
- あの感触
- バス停
- 精肉店の憂鬱
- オオカミを見た！
- 生まれいづる悩み
- 毛蟹裁判
- 俺はどうなるの？
- やっぱり
- 悲しみを知って人は優しくなれる
- 真由美さん
- いちず
- もしも願いがかなうなら
- 主婦の冒険？
- 綱引き
- 願(ねがい)
- 男の夢
- 樋口豆腐店
- 備えあれば…
- つぐない
- 帰路(かえりみち)
- オレは子供だ！
- 街の天使ども
- つなひき
- リモコン
- 近所つき合い
- 家族の肖像
- 絶体絶命
- 遠い日の記憶

## スタッフ
- 美術監督：古谷彰(スタジオユニ)
- 撮影監督：古林一太
- 録音監督：浦上靖夫
- 音楽：田中章喜
- 色指定：照屋美和子
- 作画：のなかかずみ、ムトウユージ　他
- 仕上：京都アニメーション、ライトフット、トレーススタジオM
- 背景：スタジオユニ
- 撮影：旭プロダクション
- 編集：岡安プロモーション、エス・シー・ティ
- 効果：横山正和
- 録音スタジオ：APUスタジオ
- タイトル：道川昭
- グラフィックデザイン：岡村公男
- 現像：東京現像所
- 製作デスク：斎藤敦
- プロデューサー：児玉征太郎、増子相二郎(シンエイ動画)、石川滋、難波一弘(TBS)
- 製作：大友和夫
- 演出：ムトウユージ、大地丙太郎
- 監督：やすみ哲夫
- 製作：TBS、シンエイ動画

### 声の出演
- 三宅裕司
- 小倉久寛
- スーパー・エキセントリック・シアター